# Malá Lhota
Malá Lhota (deutsch Klein Lhotta) ist eine Gemeinde in Tschechien. Sie befindet sich acht Kilometer nordwestlich von Blansko und gehört zum Okres Blansko.

## Geographie

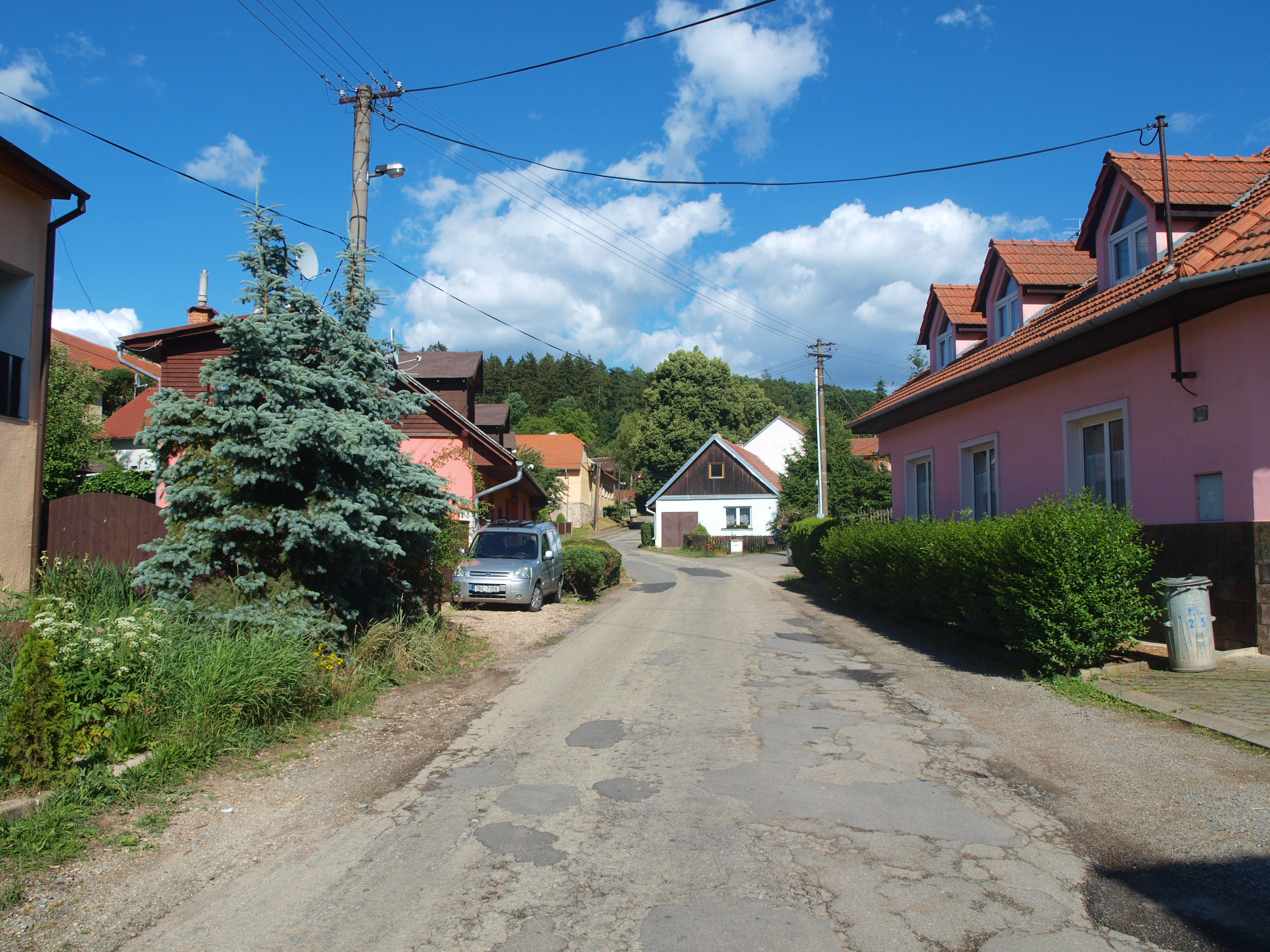
Dorfplatz von Malá Lhota

Malá Lhota befindet sich am Malolhotský potok in der Boskowitzer Furche zwischen dem Drahaner Bergland und der Böhmisch-Mährischen Höhe. Östlich erhebt sich der Černá hora (Czernahoraberg, 512 m), nordwestlich der Skalky (Zernownikberg, 453 m). Westlich des Dorfes ist die Neubaustrecke der Schnellstraße R 43 vorgesehen.
Nachbarorte sind Žernovník im Norden, Černá Hora und Jestřebí im Nordosten, Spešov und Dolní Lhota im Osten, Závist und Milonice im Südosten, Újezd u Černé Hory im Süden, Hluboké Dvory im Südwesten, Lubě im Westen sowie Brťov-Jeneč im Nordwesten.

## Geschichte
Das Dorf war eines der zahlreichen nach dem Lhotensystem gegründeten Dörfer, deren Siedler für einen bestimmten Zeitraum von den Abgaben und Diensten an die Obrigkeiten befreit waren. Die erste urkundliche Erwähnung des zur Herrschaft Černá Hora gehörigen Dorfes Lhotka stammt aus dem Jahre 1390. Später wurde der Ort zur Unterscheidung von weiteren gleichnamigen Orten der Umgebung als Šibenná Lhotka (Galgen-Lhotka) bezeichnet. Dieser makabre Name rührt daher, dass sich am Czernahoraberg über dem Strenitzer Steig die Richtstätte der Herrschaft Černá Hora befand.
Malá Lhota war ein Bauerndorf. 1879 entstand eine einklassige Dorfschule. Nach dem Zweiten Weltkrieg verlor die Landwirtschaft als Haupterwerbszweig ihre Bedeutung und die Einwohner suchten sich Arbeit in den Fabriken von Brno, Blansko und Kuřim. 1964 wurde die Schule geschlossen. Zwischen 1978 und 1979 entstanden die ersten Ferienhäuser am Ortsrand.

## Sehenswürdigkeiten
- Burg Trmačov, südwestlich des Dorfes
- Naturdenkmal Krkatá baba, südwestlich von Malá Lhota an der Lubě, Eichenwald um eine Gruppe von Felspfeilern aus rötlichem Brekziengestein, es erhielt seinen skurrilen Namen von einem der Felsen, der einem menschlichen Kopf mit langem Hals ähnelt.